# Владислав III Варненчик
Влади́слав III Варне́нчик (пол. Władysław III Warneńczyk; (31 октября 1424 — 10 ноября 1444) — король польский с 25 июля 1434 (покинул Польшу 22 апреля 1440, страной управляли регенты), король Венгрии с 17 июля 1440 (под именем Владислава (Уласло) I (венг. I. Ulászló).

## Биография
Сын Владислава II Ягайло от его четвёртой жены, княжны Софии Гольшанской
. До совершеннолетия (1438) от его имени правил регент — епископ краковский Збигнев Олесницкий. Владислав, достигнув 19 лет, выступил в поход против турок в 1444 году. Войско его, встретившись с войском султана Мурада II 10 ноября 1444 года в битве у города Варны, потерпело жестокое поражение; сам король погиб в бою. Его голову турецкий султан долгое время держал в сосуде с мёдом в качестве военного трофея. Тело монарха так и не было найдено на поле битвы, что стало причиной появления слухов о его богатырских подвигах и чудесном спасении, а также он получил прозвище по месту битвы — Варненчик. В результате на некоторое время была отложена коронация Казими́ра IV Ягеллона.

## Титул
Полный титул Владислава III Варненчика: Wladislaus, Dei gracia rex Polonie, Hungarie, Dalmacie, Croacie, Rascie, Bulgarie, Sclavonie, nec non terrarum Cracovie, Sandomirie, Lancicie, Syradie, Cuyavie, Lythuanie princeps suppremus, Pomeranie, Russieque dominus et heres etc.
(рус. Владислав Божьей милостью король Польши, Венгрии, Далмации, Хорватии, Рашки, Болгарии, Славонии, земли краковской, сандомирской, ленчицкой, серадзской, Куявии, верховный князь литовский, поморский и русский господин и наследник и пр.).

## Память
Одна из главных улиц Варны — Бульвар Владислава Варненчика (с 1945 — Сталина, с 1956 — Маркса, после падения коммунистического режима — Владислава Варненчика).